# Bojišta (Bijelo Polje)
Pour les articles homonymes, voir Bojišta.
Bojišta (en serbe cyrillique: Бојишта) est un village du nord-est du Monténégro, dans la municipalité de Bijelo Polje.

## Démographie

### Évolution historique de la population
| 1948 | 1953 | 1961 | 1971 | 1981 | 1991 | 2003 |
| ---- | ---- | ---- | ---- | ---- | ---- | ---- |
| 270  | 274  | 318  | 356  | 352  | 259  | 194  |